# Разказ за войнишката униформа
„Разказ за войнишката униформа“ е български игрален филм от 1952 година на режисьора Петър Донев.

## Актьорски състав
Не е налична информация за актьорския състав.